# Canton de Bain-de-Bretagne
Le canton de Bain-de-Bretagne est une circonscription électorale française située dans le département d'Ille-et-Vilaine et la région Bretagne.

## Histoire
- Le canton est créé le 10 février 1790 sous la Révolution française et se trouvait alors dans le district de Bain[2].

- De 1833 à 1848, les cantons de Fougeray et de Bain-de-Bretagne avaient le même conseiller général. Le nombre de conseillers généraux était limité à 30 par département[3].

- À la suite du redécoupage cantonal de 2014, les limites territoriales du canton sont remaniées. Le nombre de communes du canton passe de 9 à 20[1].

## Représentation

### Conseillers d'arrondissement (de 1833 à 1940)
Le canton de Bain avait deux conseillers d'arrondissement.
| Période                                  | Période      | Identité                               | Étiquette                          | Qualité |
| ---------------------------------------- | ------------ | -------------------------------------- | ---------------------------------- | --- |
| 1833                                     | 1836         | René Michel Barbotin (1791-1866)       |                                    | Propriétaire, ancien maire de Bain                                                                          |
| 1833                                     | 1836         | M. Mallécot                            |                                    | Maire de Messac                                                                                             |
| 1836                                     | 1842         | Michel Cabry                           |                                    | Juge de paix à Bain                                                                                         |
| 1836                                     | 1839         | Pierre Marie Rihet                     |                                    | Entrepreneur de diligences à Bain                                                                           |
| 1839                                     | 1847         | Emmanuel de Jourdan                    |                                    | Propriétaire à Bain                                                                                         |
| 1842                                     | 1845         | M. Flot                                |                                    | Adjoint au maire de Bain                                                                                    |
| 1845                                     | 1848         | Émile François Aimé Deluen (1806-1887) |                                    | Notaire à Bain                                                                                              |
|                                          |              |                                        |                                    | |
| 1901                                     | 1919         | Francis Paitel                         | Républicain-RG puis Radical        | Président de la Société musicale de Bain-de-Bretagne                                                        |
| 1901                                     | 1907         | Victor Troudier (1839-1916)            | Républicain libéral                | Propriétaire et tanneur, adjoint au maire de Bain-de-Bretagne                                               |
| 1907                                     | 1921 (décès) | Jules Jouin (1851-1921)                | RG puis Radical                    | Maire de Bain-de-Bretagne, juge de paix                                                                     |
| 1919                                     | 1921 (décès) | Jean-Marie Perrin                      | Radical                            | Conseiller municipal d'Ercé-en-Lamée                                                                        |
| 1921                                     | 1940         | Jules Jouin                            | Républicain national puis Rad.ind. | Propriétaire, maire de Bain-de-Bretagne                                                                     |
|                                          |              |                                        |                                    | |
| 1934                                     | 1940         | Joseph Belmont                         | PDP                                | Ancien adjoint au maire de Bain-de-Bretagne                                                                 |
| 1940                                     |              |                                        |                                    | Les conseils d'arrondissement ont été suspendus par la loi du 12 octobre 1940 et n'ont jamais été réactivés |
| Les données manquantes sont à compléter. |              |                                        |                                    | |

### Conseillers généraux de 1833 à 2015
| Période | Période      | Identité                           | Étiquette    | Qualité                                                           |
| ------- | ------------ | ---------------------------------- | ------------ | ----------------------------------------------------------------- |
| 1833    | 1837 (décès) | René Julien Barbotin (1760-1837)   |              | Propriétaire et chirurgien à Bain-de-Bretagne                     |
| 1837    | 1847 (décès) | M. Zoé Lasnier (1788-1847)         |              | Ancien capitaine de grenadiers Juge de paix du Canton de Fougeray |
| 1847    | 1852         | Emmanuel de Jourdan (1803-1869)    |              | Propriétaire à Bain-de-Bretagne, conseiller d'arrondissement      |
| 1852    | 1880         | Émile François Deluen (1806-1887)  | Droite       | Notaire à Bain-de-Bretagne                                        |
| 1880    | 1904 (décès) | Henri Guérin                       | Républicain  | Notaire - Sénateur (1897-1904) Maire de Bain-de-Bretagne          |
| 1904    | 1928         | Jacques Thélohan                   | Républicain  | Professeur à la Faculté de Droit de Rennes                        |
| 1928    | 1940         | Constant Hubert (père) (1891-1954) | Conservateur | Notaire à Bain-de-Bretagne Nommé conseiller départemental en 1943 |
|         |              |                                    |              |                                                                   |
| 1945    | 1954 (décès) | Constant Hubert (père)             | DVD-RPF      | Notaire à Bain-de-Bretagne                                        |
| 1954    | 1991 (décès) | Constant Hubert (fils) (1920-1991) | RPF>CNIP     | Clerc de Notaire à Bain-de-Bretagne                               |
| 1991    | 2003 (décès) | Georges Magnant                    | UDF > UMP    | Chef d'entreprise Conseiller régional                             |
| 2003    | 2011         | Jean-Claude Vigour                 | UMP          | Professeur Adjoint puis Maire de Bain-de-Bretagne (2005-2008)     |
| 2011    | 2015         | Yvon Mellet                        | MoDem        | Cadre hospitalier Maire de Teillay (depuis 1995)                  |

#### Résultats électoraux
- Élection cantonale partielle de 2003 : 55,4 % pour Jean-Claude Vigour (DVD), 44,6 % pour Armel Renault (PS), 45,1 % de participation[8].
- Élections cantonales de 2004 : 50,81 % pour Jean-Claude Vigour (UMP), 49,19 % pour Jean-Yves Leclerc (PS), 63,53 % de participation[9].
- Élections cantonales de 2011 : 53,92 % pour Yvon Mellet (MoDem), 46,08 % pour Jean-Yves Leclerc (PS), 43,92 % de participation[10].

### Conseillers départementaux depuis 2015
| Période élective | Période élective | Mandat | Mandat   | Identité        | Nuance | Nuance | Qualité |
| ---------------- | ---------------- | ------ | -------- | --------------- | ------ | ------ | --- |
| 2015             | 2021             | 2015   | 2021     | Nadine Dréan    |        | DVD    | Employée (secteur privé) Adjointe au maire de Grand-Fougeray, maire depuis 2020                                             |
| 2015             | 2021             | 2015   | 2021     | Yvon Mellet     |        | MoDem  | Retraité de la fonction publique Maire de Teillay (depuis 1995) Président de Bretagne porte de Loire Communauté (2017-2020) |
| 2021             | 2028             | 2021   | en cours | Frédéric Martin |        | DVG    | Manager de flux Maire de La Noë-Blanche (depuis 2020)                                                                       |
| 2021             | 2028             | 2021   | en cours | Laurence Roux   |        | DVG    | Cadre de la fonction publique Maire de Tresboeuf (depuis 2020)                                                              |

### Résultats détaillés

#### Élections de mars 2015
À l'issue du 1er tour des élections départementales de 2015, deux binômes sont en ballottage : Nadine Dréan et Yvon Mellet (Union de la Droite, 36,19 %) et Marie Desoize et Thomas Jourdain (FN, 26,74 %). Le taux de participation est de 50,93 % (10 852 votants sur 21 308 inscrits) contre 50,90 % au niveau départemental et 50,17 % au niveau national.
Au second tour, Nadine Dréan et Yvon Mellet (Union de la Droite) sont élus avec 68,81 % des suffrages exprimés et un taux de participation de 51,50 % (6 801 voix pour 10 964 votants et 21 288 inscrits).

#### Élections de juin 2021
Le premier tour des élections départementales de 2021 est marqué par un très faible taux de participation (33,26 % au niveau national). Dans le canton de Bain-de-Bretagne, ce taux de participation est de 31,21 % (7 105 votants sur 22 767 inscrits) contre 34,85 % au niveau départemental. À l'issue de ce premier tour, deux binômes sont en ballottage : Frédéric Martin et Laurence Roux (DVG, 31,35 %) et Myriam Gohier et Vincent Minier (REM, 22,83 %).
Le second tour des élections est marqué une nouvelle fois par une abstention massive équivalente au premier tour. Les taux de participation sont de 34,36 % au niveau national, 34,98 % dans le département et 30,98 % dans le canton de Bain-de-Bretagne. Frédéric Martin et Laurence Roux (DVG) sont élus avec 55,8 % des suffrages exprimés (3 544 voix pour 7 053 votants et 22 764 inscrits),,. 

## Composition

### Composition avant 2015

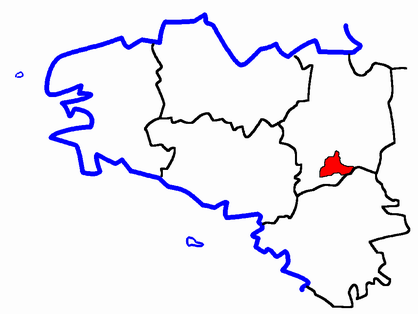
Situation du canton de Bain-de-Bretagne en Bretagne avant 2015.

Le canton comptait neuf communes.
| Nom                          | Code Insee | Codepostal | Superficie (km2) | Population (dernière pop. légale) | Densité (hab./km2) |
| ---------------------------- | ---------- | ---------- | ---------------- | --------------------------------- | ------------------ |
| Bain-de-Bretagne (chef-lieu) | 35012      | 35470      | 64,77            | 7 455 (2012)                      | 115                |
| Crevin                       | 35090      | 35320      | 8,31             | 2 596 (2012)                      | 312                |
| Ercé-en-Lamée                | 35106      | 35620      | 39,21            | 1 508 (2012)                      | 38                 |
| Messac                       | 35176      | 35480      | 41,64            | 2 907 (2012)                      | 70                 |
| La Noë-Blanche               | 35202      | 35470      | 23,18            | 965 (2012)                        | 42                 |
| Pancé                        | 35212      | 35320      | 19,33            | 1 149 (2012)                      | 59                 |
| Pléchâtel                    | 35221      | 35470      | 36,32            | 2 711 (2012)                      | 75                 |
| Poligné                      | 35231      | 35320      | 9,24             | 1 144 (2012)                      | 124                |
| Teillay                      | 35332      | 35620      | 26,21            | 1 051 (2012)                      | 40                 |

### Composition depuis 2015
Le nouveau canton de Bain-de-Bretagne se compose de vingt communes entières.
| Nom                                      | Code Insee | Intercommunalité                      | Superficie (km2) | Population (dernière pop. légale) | Densité (hab./km2) | Modifier                                    |
| ---------------------------------------- | ---------- | ------------------------------------- | ---------------- | --------------------------------- | ------------------ | ------------------------------------------- |
| Bain-de-Bretagne (bureau centralisateur) | 35012      | CC Bretagne Porte de Loire Communauté | 64,77            | 7 704 (2022)                      | 119                | modifier les données · modifier les données |
| La Bosse-de-Bretagne                     | 35030      | CC Bretagne Porte de Loire Communauté | 10,21            | 691 (2022)                        | 68                 | modifier les données · modifier les données |
| Chanteloup                               | 35054      | CC Bretagne Porte de Loire Communauté | 17,53            | 1 881 (2022)                      | 107                | modifier les données · modifier les données |
| La Couyère                               | 35089      | CC Bretagne Porte de Loire Communauté | 11,72            | 447 (2022)                        | 38                 | modifier les données · modifier les données |
| Crevin                                   | 35090      | CC Bretagne Porte de Loire Communauté | 8,31             | 2 790 (2022)                      | 336                | modifier les données · modifier les données |
| La Dominelais                            | 35098      | CC Bretagne Porte de Loire Communauté | 32,45            | 1 414 (2022)                      | 44                 | modifier les données · modifier les données |
| Ercé-en-Lamée                            | 35106      | CC Bretagne Porte de Loire Communauté | 39,21            | 1 568 (2022)                      | 40                 | modifier les données · modifier les données |
| Grand-Fougeray                           | 35124      | CC Bretagne Porte de Loire Communauté | 55,42            | 2 523 (2022)                      | 46                 | modifier les données · modifier les données |
| Lalleu                                   | 35140      | CC Bretagne Porte de Loire Communauté | 15,47            | 581 (2022)                        | 38                 | modifier les données · modifier les données |
| La Noë-Blanche                           | 35202      | CC Bretagne Porte de Loire Communauté | 23,18            | 1 007 (2022)                      | 43                 | modifier les données · modifier les données |
| Pancé                                    | 35212      | CC Bretagne Porte de Loire Communauté | 19,33            | 1 171 (2022)                      | 61                 | modifier les données · modifier les données |
| Le Petit-Fougeray                        | 35218      | CC Bretagne Porte de Loire Communauté | 8,95             | 886 (2022)                        | 99                 | modifier les données · modifier les données |
| Pléchâtel                                | 35221      | CC Bretagne Porte de Loire Communauté | 36,32            | 2 796 (2022)                      | 77                 | modifier les données · modifier les données |
| Poligné                                  | 35231      | CC Bretagne Porte de Loire Communauté | 9,24             | 1 245 (2022)                      | 135                | modifier les données · modifier les données |
| Saint-Sulpice-des-Landes                 | 35316      | CC Bretagne Porte de Loire Communauté | 11,19            | 827 (2022)                        | 74                 | modifier les données · modifier les données |
| Sainte-Anne-sur-Vilaine                  | 35249      | CC Bretagne Porte de Loire Communauté | 28,57            | 1 032 (2022)                      | 36                 | modifier les données · modifier les données |
| Saulnières                               | 35321      | CC Bretagne Porte de Loire Communauté | 10,34            | 798 (2022)                        | 77                 | modifier les données · modifier les données |
| Le Sel-de-Bretagne                       | 35322      | CC Bretagne Porte de Loire Communauté | 8,10             | 1 102 (2022)                      | 136                | modifier les données · modifier les données |
| Teillay                                  | 35332      | CC Bretagne Porte de Loire Communauté | 26,21            | 1 103 (2022)                      | 42                 | modifier les données · modifier les données |
| Tresbœuf                                 | 35343      | CC Bretagne Porte de Loire Communauté | 25,33            | 1 235 (2022)                      | 49                 | modifier les données · modifier les données |
| Canton de Bain-de-Bretagne               | 3502       |                                       | 461,85           | 32 801 (2022)                     | 71                 | modifier les données                        |

## Démographie

### Démographie avant 2015
| 1962   | 1968   | 1975   | 1982   | 1990   | 1999   | 2006   | 2011   | 2012   |
| ------ | ------ | ------ | ------ | ------ | ------ | ------ | ------ | ------ |
| 12 798 | 13 028 | 13 367 | 14 265 | 14 819 | 15 922 | 19 593 | 21 338 | 21 486 |

### Démographie depuis 2015
En 2022, le canton comptait 32 801 habitants, en évolution de +2,9 % par rapport à 2016 (Ille-et-Vilaine : +5,46 %, France hors Mayotte : +2,11 %).
| 2013   | 2018   | 2022   |
| ------ | ------ | ------ |
| 31 505 | 32 157 | 32 801 |